# Lonicera trichosepala
Lonicera trichosepala là một loài thực vật có hoa trong họ Kim ngân. Loài này được (Rehder) P.S. Hsu mô tả khoa học đầu tiên năm 1966.